# Lithomoia sagittata
Lithomoia sagittata là một loài bướm đêm trong họ Noctuidae.